# Občina Žalec
Občina Žalec je jednou z 212 občin ve Slovinsku. Nachází se v Savinjském regionu na území historického Dolního Štýrska. Občinu tvoří 39 sídel, její rozloha je 117,1 km² a k 1. lednu 2017 zde žilo 21 261 obyvatel. Správním střediskem občiny je město Žalec.

## Zajímavosti
- Krasová jeskyně – Jama Pekel
- Chmelařské muzeum v Žalci
- Muzeum parních silničních válců v Griže

## Členění občiny
Občina se dělí na sídla: Arja vas, Brnica, Dobriša vas, Drešinja vas, Galicija, Gotovlje, Grče, Griže, Hramše, Kale, Kasaze, Levec, Liboje, Ložnica pri Žalcu, Mala Pirešica, Migojnice, Novo Celje, Pernovo, Petrovče, Podkraj, Podlog v Savinjski Dolini, Podvin, Pongrac, Ponikva pri Žalcu, Ruše, Spodnje Grušovlje, Spodnje Roje, Studence, Šempeter v Savinjski dolini, Velika Pirešica, Vrbje, Zabukovica, Zalog pri Šempetru, Zaloška Gorica, Zavrh pri Galiciji, Zgornje Grušovlje, Zgornje Roje, Žalec, Železno.

## Sousední občiny
Sousedními občinami jsou: Velenje a Dobrna na severu, Celje na východě, Laško na jihu, Hrastnik a Trbovlje na jihozápadě, Prebold a Polzela na západě.

## Partnerská města
- Žatec, Česko